# ميتسوفون
مِتسُوفون أو (نقحرة: ميتسوفون) (باليونانية: Μετσοβόνε) هو عبارة عن جبن معكرونة شبه صلبة مدخنة مُنتجة في منطقة ميتسوفو(إبيروس، اليونان). مِتسُوفون هو من الأصناف محمية المنشأ من الاتحاد الأوروبي منذ عام 1996.
يُصنع جبن المِتسُوفون من حليب البقر أو حليب الماعز أو خليط من حليب البقر والأغنام.